# IC 5285
IC 5285 је спирална галаксија у сазвјежђу Пегаз која се налази на листи објеката дубоког неба у Индекс каталогу.
Деклинација објекта је + 22° 56' 13" а ректасцензија 23h 6m 58,9s. Привидна величина (магнитуда) објекта IC 5285 износи 12,8 а фотографска магнитуда 13,7. IC 5285 је још познат и под ознакама UGC 12365, MCG 4-54-26, CGCG 475-36, 2ZW 188, NPM1G +22.0687, PGC 70497.